# Schneider 220 mm TR Mle 1915/1916
Il Mortier de 220 mm à Tir Rapide Modèles 1915 et 1916 Schneider (abbreviato in 220 mm TR Mle 1915/1916) era un obice pesante francese della prima e seconda guerra mondiale. Dopo la resa della Francia nel 1940 pezzi preda bellica furono immessi in servizio dallo Heer.

## Storia
Prima della Grande Guerra, al dottrina dell'Esercito francese era orientata su una rapida guerra di manovra. Di conseguenza tutta l'attenzione era concentrata sul rivoluzionario 75 mm Mle. 1897, mentre non vi era spazio per l'artiglieria pesante. La prima guerra mondiale, fin dal 1914, smentì totalmente le tattiche francesi e quando la guerra si trasformò in un confronto statico, i francesi si trovarono improvvisamente privi di moderne armi di grosso calibro, necessarie per battere efficacemente le linee trincerate nemiche. Le granate del più pesante obice campale disponibile, il 155 mm CTR Mle 1904, erano inefficaci contro le profonde fortificazioni tedesche. Gli unici pezzi più pesanti disponibili erano l'obsoleto 220 mm Mle 1880 de Bange, che richiedeva una piattaforma di tiro in legno, e la sua versione aggiornata Mle 1891 de Bange con affusto in acciaio e piattaforma di tiro. Nessuno dei due soddisfaceva le moderne esigenze: richiedevano infatti un enorme lavoro di preparazione per la messa in batteria, la cadenza di tiro non superava un colpo ogni 3 minuti e la gittata massima era limitata a 7.000 m.
La soluzione più immediata fu l'introduzione di una nuova piattaforma mobile sviluppata dalla Schneider per migliorare la mobilità dei vecchi obici de Bange. Contemporaneamente iniziò la produzione di un nuovo obice da 220 mm. Fortunatamente infatti la Schneider aveva prodotto nel 1902 un obice da 228 mm per l'Esercito imperiale russo. Il progetto venne ripreso, riducendo il calibro delle bocche da fuoco a 220 mm, in modo da poter sfruttare le scorte di munizioni esistenti; inoltre l'otturatore a vite interrotta originale venne sostituito con un otturatore tipo de Bange, per poter utilizzare cariche a sacchetto. A causa del suo peso (7.455 kg), poiché l'artiglieria francese era ancora pressoché totalmente ippotrainata, il pezzo era progettato per essere scomposto in due carichi per il trasporto.
Il primo ordine per 40 obici venne emesso ad ottobre 1915, con le prime consegne iniziate nel 1916. Il nuovo obice surclassava nettamente i vecchi de Bange, con un rateo di fuoco raddoppiato ed una gittata aumentata a 10.800 m. Tuttavia, emerse che l'assale dell'affusto era abbastanza fragile e bisognava trainarlo quindi a basse velocità.
L'esperienza sul campo di battaglia suggerì diverse migliorie, intese a migliorare la mobilità del pezzo: l'installazione di sospensioni a molla, la sostituzione dell'assale curvo con uno dritto, l'aumento delle razze in legno delle ruote da 12 a 14 e la gommatura delle ruote. Da queste modifiche scaturì il Modèle 1916; i 40 obici della prima versione furono progressivamente aggiornati tra li 1917 ed il 1918 con le ruote e le sospensioni del nuovo standard, pur conservando l'originario assale ricurvo. Il problema della bassa velocità di traino, che non superava il passo d'uomo, rimase comunque irrisolto per tutta la vita operativa dell'obice e ne rappresentò la maggiore carenza. Con l'aumentare della disponibilità di trattori d'artiglieria pesanti, l'obice veniva sempre più spesso trasportato in un unico carico, con la canna arretrata ed un assale ruotato posto sotto la coda d'affusto.
In definitiva, lo Schneider fu un pezzo di successo fino a quando il fronte rimase statico, ma una volta riavviata la guerra di movimento, negli ultimi mesi del conflitto, le difficoltà causate dalla lentezza del trasporto ne ridussero l'impatto sulle operazioni. Al momento dell'armistizio di Compiègne, l'esercito francese schierava 272 obici Schneider 220 mm.
L'obice rimase in servizio nel periodo interbellico, anche se in riserva. Otto obici vennero venduti al Belgio.
All'entrata della Francia nella seconda guerra mondiale, l'esercito francese mobilitò 376 obici Schneider dei 462 ancora disponibili. Dopo la resa della Francia, la Wehrmacht, a corto di artiglierie pesanti, immise in servizio sia i pezzi di preda bellica belgi che quelli francesi, rispettivamente con le denominazioni 22 cm Mörser 530(b) e 22 cm Mörser 531(f).

## Tecnica

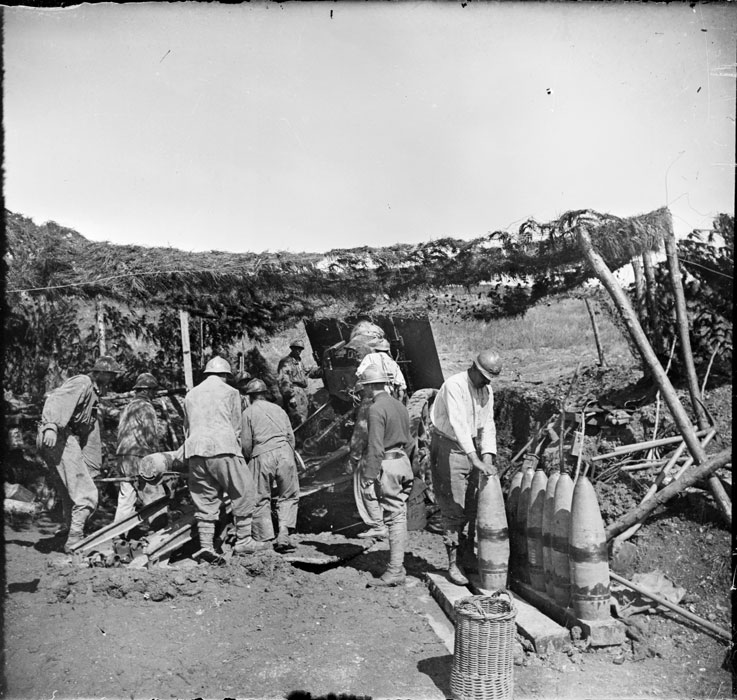
Serventi ricaricano un Mle 1915/1916.

La canna, in acciaio, era del tipo incamiciato, con otturatore tipo de Bange. Essa era inserita su una culla contenente inferiormente il freno di sparo ed il recuperatore. L'affusto, scudato, era a coda unica munita di vomero e pedane per i serventi. Le munizioni erano del tipo separato; la granata, pesante 100,5 kg, dei quali 21 di esplosivo, veniva lanciata da 11 cariche progressive in sacchetto di tela ad una velocità alla volata compresa a seconda delle stesse tra 181 e 415 m/s. Il caricamento e la calcata della granata erano manuali, aiutate da una rotaia che veniva installata sulla coda dell'affusto, sulla quale la cucchiaia poteva essere spinta fino alla culatta; per consentire queste operazioni ovviamente la canna doveva essere riportata alla minima elevazione dopo ogni colpo.
La soluzione per il trasporto del pezzo scomposto era abbastanza inusuale per il tempo. Invece di usare un semplice carro per il trasporto della canna, la Schneider progettò un leggero telaio su un asse sul quale veniva incavalcata la canna, che si collegava tramite un apposito braccio montato sulla culatta ad un leggero assale con ralla, fungente da avantreno; l'affusto veniva invece trainato in maniera tradizionale, con un assale ruotato inserito sotto la parte terminale della coda d'affusto.